# Galen Smith
Galen Smith Jr. (nacido en Bay St. Louis, Condado de Hancock, Misisipi), es un jugador de baloncesto estadounidense. Con 2,06 metros de altura juega en la posición de pívot. 

## Trayectoria
Es un jugador formado en el Bay High School de su ciudad natal antes de ingresar en la Universidad de Xavier en Luisiana. En la temporada 2020-2021 ingresa en la Universidad de Luisiana Christian, situada en Pineville, Luisiana, donde jugaría durante una temporada la NCAA con los Louisiana Christian Wildcats.
En la siguiente temporada ingresa en el Mississippi College ubicado en Clinton, Misisipi, donde jugaría durante dos temporadas la NCAA Division II con los Mississippi College Choctaws, desde 2021 a 2023. En su última temporada promedia 15.5 puntos, 7.2 rebotes y 1.4 asistencias por partido.
El 8 de agosto de 2023, se incorpora al CB Prat de la Liga LEB Plata.
El 31 de octubre de 2023, deja de ser jugador del club barcelonés.